# Джон Моукли
Джон Уилям Моукли (на английски: John William Mauchly) е американски физик и инженер, създал заедно с Джон Преспър Екерт първия цифров електронен компютър с общо предназначение ENIAC.

## Биография
Роден през 1907 в семейство, в което бащата Себастиан е физик, Джон от малък проявява наклонност към математика, физика и техника. Още като малък чете до късно нощем, като монтира датчик под стълбите, който му дава сигнал, че родителите му идват на проверка. След като завършва гимназия, записва инженерство в университета „Джонс Хопкинс“ в Балтимор. След две години се прехвърля да следва физика, изследва молекулни спектри на газове и през 1932 г. получава докторска степен.
След завършване на висшето си образование започва работа като преподавател по физика в Урсинус колидж в Колиджвил, Пенсилвания. Интересува се от метеорология и възможностите да се предсказват промените във времето. През лятото на 1941 г. по време на 10-седмичен курс по електроника „Defense Training in Electronics“, организиран от военното министерство в Пенсилванския университет във Филаделфия се запознава с Дж. Преспър Екерт. По това време Екерт току-що се е дипломирал, но става инструктор на по-възрастния с 12 години и с научна степен Джон Моукли. Двамата се сприятеляват и започват да споделят научните си идеи, включително за автоматизиране на изчисленията. Отначало се опитват да усъвършенстват диференциалния анализатор, като заменят механичните части с електроника. Скоро Моукли се премества при Екерт в Мурската школа по електроинженерство (на английски: Moore School of Electrical Engineering).
През лятото на 1943 г., по време на Втората световна война, в условия на секретност правителството възлага разработката на изчислителна машина, с която да се ускори изчислението на балистични таблици за ползване от артилерията. Моукли и Екерт разработват конструктивен проект с помощта на екип от инженери-дизайнери и ENIAC е готова към края на 1945 г., а публичната ѝ премиера е през февруари 1946 г. Макар че е далеч от представите за съвременен компютър (командните инструкции се въвеждат чрез ръчни превключватели на комутационни панели) тя има предимството, че веднъж „програмирана“, извършва изчисленията с много по-голяма скорост, отколкото известните дотогава електромеханични сметачни машини.
През 1946 г. Моукли и Екерт напускат университета и създават компютърната компания „Екерт-Мокли“ (Eckert-Mauchly Computer Corporation). През 1949 разработват компютъра Binary Automatic Computer (BINAC), който използва магнитна лента за запис на информацията. Компанията е погълната през 1950 от Remington Rand, Inc. (по-късно Sperry Rand Corporation), а Моукли става директор по специалните проекти. Следваща компютърна разработка е UNIVAC I, проектиран специално за бизнес приложения.
Джон Моукли продължава да работи в компютърната индустрия и е удостоен с много почести. Президент е на Mauchly Associates, Inc. (1959 – 1965), след това председател на управителния съвет (1965 – 1969), президент е на Dynatrend Inc. (1968 – 1980) и на Marketrend Inc. (1970 – 1980).

## ENIAC
Машината е създадена по поръчка на Американската армия, като работата започва в средата на 1943 г., под кодовото име „Проект PX“ в условия на секретност в школата по електроинженерство Мур. Ръководител на проекта е Джон Брайнърд, професор по физика в университета.
Конструктивният проект на ENIAC е дело на Моукли и Екърт, но екипът от инженери дизайнери, участващи в разработката, включва още Робърт Шоу (функционални табла), Джефри Чу (система за делене и коренуване), Томас Шарплес и Франк Мурал (главни програмисти), Артър Бъркс (система за умножение), Хари Хъски (четец/принтер), Джак Дейвис (регистър за аритметични и логически операции).
ENIAC е модулна машина, съставен от индивидуални панели, обработващи различни функции. Двадесет от тези модули са регистри, които могат не само да прибавят и изваждат, но и да запаметяват десетични числа с до 10 знака в паметта си. Тя е с общо предназначение – може да изпълнява различни задачи, но за целта се налага ръчно препрограмиране чрез комутационни панели. ENIAC е с огромни размери и съдържа над 18 000 електронни лампи, 500 000 спойки, 70 000 резистора и 10 000 кондензатора. По същество се свежда до поредица свързани сумиращи машини на Паскал.
Завършената машина е представена публично на 14 февруари 1946 г. През юли е приета официално от Артилерийския корпус на армията (U.S. Army Ordnance Corps). ENIAC е изключен за ремонт и обновяване на паметта на 9 ноември 1946 г. и е пренесен в Абърдинския изпитателен полигон в Мериленд през 1947 г. Там на 29 юли 1947 г. е включен отново и работи непрестанно до 23:45 часа на 2 октомври 1955 г. Използван е за изчисления при разработването на водородната бомба в лабораторията Лос Аламос.
Конструкцията на ENIAC впоследствие не е повторена, защото остарява почти веднага, тъй като не отразява нововъведенията, които започват бързо да се появяват. Най-значимото от тях е запаметяването на програмата в паметта на компютъра. Затова още по време на Проект РХ Екерт и Мокли започват работа по нов вариант, който по-късно е наречен EDVAC, като целта им е едновременно по-прост и по-мощен компютър.

## EDVAC
През лятото на 1946 г. по инициатива на Пентагона е организирана серия от четиридесет и осем лекции на тема „Теория и техники за дизайн на дигитални компютри“, по-често известни като „Лекции на Мурската школа“. Половината от тези лекции са изнесени от изобретателите на ENIAC.
В процеса на довършване на ENIAC Моукли и Екерт, осъзнали неговите ограничения, започват работа по усъвършенстван модел EDVAC. Още през 1944 г. Екерт описва запаметяващ модул, в който биха се съхранявали едновременно данните и програмата. За проекта научава Джон фон Нойман и се включва в обсъжданията, като описва, развива и формулира на формален и логичен език идеите си във вътрешен доклад First Draft of a Report on the EDVAC.. С дата 30 юни 1945, той представлява първото описание на компютър с общо предназначение и запаметена програма, поставило основите на концепцията за архитектура на фон Нойман. Макар че имената на Екерт и Моукли не фигурират в него (те напускат университета, за да основат собствена компания), работата им в началните етапи на проекта заедно с работата на фон Нойман оказват голямо влияние за последвалото развитие на компютрите.
Въпреки работния си характер документът заема важно място в последвалото развитие на компютрите, като въвежда понятието архитектура на фон Нойман. Документът е разпространен из кръговете на компютърните инженери и по-късно това разпространение преди критичната дата служи като един от мотивите за отнемане на патента за ENIAC.

## Патентен спор за ENIAC
Патентът на Моукли и Екерт за ENIAC е заявен през юни 1947 г., но поради редица оспорвания е издаден след 17 години, и то със съдебно решение. През 1973 г. обаче е обявен за невалиден след серия от корпоративни съдебни дела. В най-значимото и продължително дело Honeywell, Inc. v. Sperry Rand Corp се констатира, че Джон Атанасов и Джон Моукли са имали през 1941 г. професионални контакти в областта на проектирането на цифрови компютри и че Моукли е извлякъл идеята за автоматичен електронен цифров компютър от компютъра ABC.
Въпреки това решение Моукли и неговите привърженици продължават да изтъкват разликите между компютъра на Атанасов-Бери и ENIAC:
- първият е двоичен, вторият десетичен;
- първият ползва регенеративна барабанна памет, а вторият електронни декадни броячи;
- в АВС лампите изпълняват ролята на двоичен последователен суматор, а в ENIAC извършват всички аритметични операции;
- АВС е специализиран само за една задача – решаване на системи линейни уравнения, докато ENIAC може да изпълнява различни задачи.

Моукли винаги твърди, че идеята му за приложение на електронните тригери за бързо изчисление датира от опита му в Суортмор колидж с регистратори на космически лъчи.